# Andrzej Miszczak
Andrzej Miszczak (ur. 1970 r.) – polski autor fantastyki. Częstochowianin. Debiutował w Science Fiction nr 2/04 (35). Publikował m.in. w antologii Bez bohatera, Magazynie Fantastycznym i Science Fiction, Fantasy i Horror. Współpracuje z e-zinem Creatio Fantastica. Jego opowiadanie Harpunnicy z 2008 r. zostało nominowane do Nagrody im. Janusza A. Zajdla.

## Publikacje
- Niezłomny, Science Fiction nr 35
- Ferma, Magazyn Fantastyczny nr 3
- Eszelon, Magazyn Fantastyczny nr 5
- Kamień Samuela, antologia "Bez bohatera" (Copernicus, 2005)
- Byłem obrońcą Boga, Science Fiction, Fantasy i Horror nr 7
- Mgła, Magazyn Fantastyczny nr 8
- Modlarze, Science Fiction, Fantasy i Horror nr 15